# 菲博基堡
菲博基堡（義大利語：Castiglion Fibocchi）是意大利阿雷佐省的一个市镇。总面积25.68平方公里，人口2244人，人口密度87.4人/平方公里（2009年）。ISTAT代码为051011。